# Кркавче
Кркавче (словен. Krkavče, італ. Carcauzze або Carcase) — поселення в общині Копер, Регіон Обално-крашка, Словенія, неподалік від кордону з Хорватією. Висота над рівнем моря: 185,3 м.